# فيكتور إريثيه
يكتور إريثيه أراس (مواليد 30 يونيو 1940) (بالإسبانية: Víctor Erice Aras)‏ هو مخرج سينمائي إسباني. يشتهر بفيلميه الطويلين، روح خلية النحل سنة 1973، والذي يعتبر واحدا من أعظم الأفلام الإسبانية، والجنوب سنة 1983.

## مسيرته
ولد إريثيه في بلدية كاررانزا، (بيسكاي). درس القانون والعلوم السياسية والاقتصاد في جامعة مدريد. كما درس أيضًا في المدرسة الرسمية للسينما في عام 1963.
كتب انتقادات ومراجعات سينمائية لمجلة الفيلم الإسباني (Nuestro Cine)، وأنتج سلسلة من الأفلام القصيرة قبل أن يصنع أول فيلم روائي طويل له، روح خلية النحل (1973)، وهو فيلم يُصوّر قرية إسبانية معزولة في الريف القشتالي خلال سنة 1940، أي بعد عام واحد من انتهاء الحرب الأهلية الإسبانية.
بعد عشر سنوات، كتب إريثيه وأخرج الجنوب (1983). فيلمه الثالث، شمس شجرة السفرجل (1992) وهو فيلم وثائقي عن الرسام أنطونيو لوبيز. فاز الفيلم بجائزة لجنة التحكيم (مهرجان كان) وجائزة الاتحاد الدولي للنقاد السينمائيين في مهرجان كان السينمائي 1992.
كان عضوا في لجنة التحكيم في مهرجان كان السينمائي 2010 في مايو.

## أعماله
| 1973 | روح خلية النحل (El Espíritu de la Colmena) | نعم | نعم |
| 1983 | الجنوب (El Sur)                            | نعم | نعم |
| 1992 | شمس شجرة السفرجل (El Sol del Membrillo)    | نعم | نعم |

### أفلام قصيرة
- 2006: La Morte Rouge

## روابط خارجية
- فيكتور إريثيه على موقع IMDb (الإنجليزية)
- فيكتور إريثيه على موقع ألو سيني (الفرنسية)
- فيكتور إريثيه على موقع أول موفي (الإنجليزية)
- فيكتور إريثيه على موقع قاعدة بيانات الأفلام السويدية (السويدية)
- فيكتور إريثيه على موقع قاعدة بيانات الفيلم (الإنجليزية)
- فيكتور إريثيه على موقع كينوبويسك (الروسية)